# Brachygnathus
Brachygnathus es un  género de coleópteros adéfagos perteneciente a la familia Carabidae.

## Especies
Comprende las siguientes especies:
- Brachygnathus angusticollis Burmeister
- Brachygnathus festivus Dejean
- Brachygnathus muticus Perty
- Brachygnathus oxygonus Perty